# Марие-Магдалининский монастырь (Вильнюс)
Марие-Магдалининский монастырь — женский православный монастырь Виленской и Литовской епархии Русской православной церкви, расположенный в городе Вильнюсе, в Литве.

## История
В 1864 году по инициативе генерал-губернатора М. Н. Муравьёва в Вильне был закрыт католический монастырь Сердца Иисуса женского ордена визитанток, а на его месте указом императора от 9 ноября 1864 года учреждена православная Марие-Магдалининская обитель из прибывших в Вильно монахиней московского Алексеевского монастыря. Официальное открытие монастыря состоялось 22 июля 1865 года.
При переустройстве костёла в православный храм, была разобрана высокая четырёхугольная колокольня, украшенная большим позолоченным бронзовым сердцем, были переделаны детали наружного и внутреннего декора, добавлен купол посредине (над прежним куполом), и две башни на западной стороне, к входу пристроены сени.
В церкви, помимо главного, был устроен престол в приделе во имя Покрова Пресвятой Богородицы. Придельный храм был небольшим, с колокольней. Иконостас главной церкви был трёхъярусным, окрашенным под мрамор. Алтарь с большими коринфскими колоннами украшала копия известной картины Ф. А. Бруни «Моление о чаше».
При Мариинском монастыре действовала иконописная мастерская и школа для девочек сирот духовенства и дочерей чиновников, состоящих на службе в Северо-Западном крае. В школе при монастыре обучалось ежегодно до 40 девочек. В 1901 году школа была преобразована в епархиальное женское училище. Средства школы и монастыря составляли % от капитала местного духовенства (3585 руб.) и капиталов (3991 руб. 50 к.) упразднённых в 1874 году Тороканского монастыря (в Кобринском уезде Гродненской губернии близ местечка Антополь) и Борунского монастыря (в местечке Боруны Ошмянского уезда Виленской губернии). Борунский монастырь в 1886 году был восстановлен и приписан к Виленскому Свято-Духову монастырю.

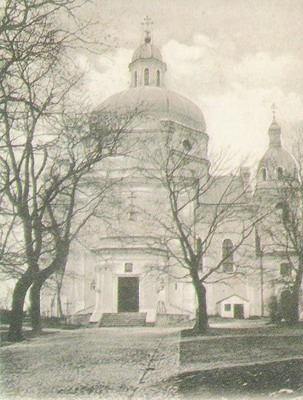
В начале XX вв.
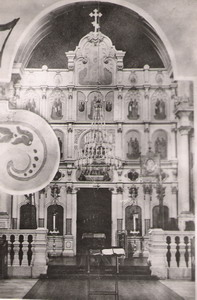
Иконостас

В начале XX века в монастыре числилось 89 монахинь. Во время Первой мировой войны с приближением германского фронта к городу монастырь был подготовлен к эвакуации. 22 июля (4) августа 1915 года архиепископ Виленский и Литовский Тихон (Беллавин) в день престольного праздника св. равноапостольной Марии Магдалины совершил последнюю службу в храме женского монастыря, а 14 сентября игуменья и 114 монахиней, приют, училище на 50 человек со всем имуществом, были эвакуированы в город Минск. Через месяц из Минска монахини были направлены в Петроград. Сестёр обители по их желанию распределили по Петроградским монастырям и подворьям, многие уехали к родителям на родину, а оставшиеся 30 инокинь во главе с настоятельницей Верой (Потапенко) были направлены в Вохоновский Марие-Магдалинский женский монастырь Петроградской епархии, Царскосельского уезда.
В 1919 году, по возвращении в Вильнюс, монахини были поселены в бывший Свято-Троицкий монастырь, так как прежние монастырские здания возвращены католической общине.
С 1938 года монахини обители жили при храме святого благоверного князя Александра Невского. После разрушений 1944 года церковь была восстановлена только к концу 1951 года. В середине 1950-х годов, с помощью дотаций Московской патриархии, был построен двухэтажный каменный келейный корпус, дом для священников, хозяйственные постройки, ограда со святыми вратами. В 1960 году всё это было изъято советским государством, а монахини были вынуждены переселиться в один из корпусов Свято-Духовского мужского монастыря.
5 мая 2015 года, решением Священного Синода Русской православной церкви (журнал № 34), Марие-Магдалиненский монастырь был вновь открыт.
24 мая 2015 года сёстры монастыря переехали в помещения при восстановленном храме в честь св. князя Александра Невского, а монахиня Серафима (Иванова) возведена в сан игуменьи.

## Настоятельницы
- Флавиана (Попова) (1865 — †1.1.1878), игуменья
- Антония (Золотарёва) (1878—1900, † на покое 11.07.1904), игуменья
- Моисея (Лялина) (1900—1912), игуменья
- Вера (Потапенко) (1913—1918), игуменья
- Нина (Баташёва) (1918—1968), игуменья
- Ангелина (Баташёва) (1968 — ?)

<…>
- Надежда (Ломако) (2012—2015)[3]
- Серафима (Иванова) (с 24 мая 2015), игуменья